# Neman (città)
Neman (in russo Неман?) è una città della Russia, posta nell'oblast' di Kaliningrad.
Fino al 1945 fu tedesca, e nota con il nome di Ragnit. Prese il nome attuale mutuato dal fiume Neman.